# Aszimptotikus sor
Az aszimptotikus sor olyan számok sorozata, melyek az egymást követő értékeiben egyre inkább megközelítenek egy bizonyos értéket, de azt sosem érik el, még végtelen számú lépésben sem.
Legyen az f(x) függvény értelmezési tartománya {\displaystyle x>x_{0}}. Ekkor az f(x) függvény aszimptotikus sorának (aszimptotikus hatványsorának, Poincaré sorának) nevezzük a következőt:
{\displaystyle f\left(x\right)=\sum \limits _{k=0}^{n}{\frac {a_{k}}{x^{k}}}+{\mathcal {O}}\left({\frac {1}{x^{n+1}}}\right)}
Ennek az egyenlőségnek bármely n természetes számra fenn kell állnia. A kifejezésben az O jelölést használtuk. Szokásos jelölés még:
{\displaystyle f\left(x\right)\sim \sum \limits _{k=0}^{\infty }{\frac {a_{k}}{x^{k}}}}

## Tulajdonságok
1. Ha egy függvénynek létezik aszimptotikus hatványsora, akkor az egyértelmű. Az aszimptotikus sor azonban nem határozza meg egyértelműen a függvényt.
2. Az aszimptotikus hatványsornak nem kell konvergensnek lennie. Ilyenkor a számítással elkövetett hiba az utolsó elhagyott tag abszolút értékével becsülhető.

## Példák aszimptotikus hatványsorokra
- Gamma-függvény

{\displaystyle {\frac {e^{x}}{x^{x}{\sqrt {2\pi x}}}}\Gamma (x+1)\sim 1+{\frac {1}{12x}}+{\frac {1}{288x^{2}}}-{\frac {139}{51840x^{3}}}-\cdots \ (x\rightarrow \infty )}
- Exponenciális integrál

{\displaystyle xe^{x}E_{1}(x)\sim \sum _{n=0}^{\infty }{\frac {(-1)^{n}n!}{x^{n}}}\ (x\rightarrow \infty )}
- Riemann-féle zéta-függvény

{\displaystyle \zeta (s)\sim \sum _{n=1}^{N}n^{-s}+{\frac {N^{1-s}}{s-1}}-{\frac {N^{-s}}{2}}+N^{-s}\sum _{m=1}^{\infty }{\frac {B_{2m}s^{\overline {2m-1}}}{(2m)!N^{2m-1}}}}
ahol {\displaystyle B_{2m}}-k a Bernoulli-számok és {\displaystyle s^{\overline {2m-1}}} az emelkedő faktoriális. Ez a sorfejtés minden komplex s-re érvényes és gyakran használják a zéta-függvény közelítésére ha N elég nagy, továbbá ha {\displaystyle N>|s|}.
- Hibafüggvény

{\displaystyle {\sqrt {\pi }}xe^{x^{2}}{\rm {erfc}}(x)=1+\sum _{n=1}^{\infty }(-1)^{n}{\frac {(2n)!}{n!(2x)^{2n}}}.}